# Ego zebra
Ego zebra es una especie de peces de la familia de los Gobiidae en el orden de los Perciformes.

## Morfología
- Los machos pueden llegar a alcanzar los 3,4 cm de longitud total.
- Número de vértebras:26.[1]

## Hábitat
Es un pez de clima tropical y demersal que vive hasta los 21 m de profundidad.

## Distribución geográfica
Se encuentra en el Mar de Arabia: Omán. 

## Observaciones
Es inofensivo para los humanos. 